# پارادوکس دادگاه
پارادوکس دادگاه (به انگلیسی: Paradox of the Court) پارادوکسی است که از یونان باستان سرچشمه می‌گیرد.
گفته می‌شود که پروتاگوراس، سوفسطایی معروف، شاگردی به نام یواتلوس را پذیرفت، با این قرارداد که دانش‌آموز پس از برنده شدن در اولین دادگاه، به عنوان حق‌الزحمه به پروتاگوراس پولی را پرداخت کند. پس از اتمام آموزش، یواتلوس تصمیم گرفت وارد حرفهٔ وکالت نشود، بلکه به‌جای آن وارد سیاست شود و بنابراین پروتاگوراس تصمیم گرفت که از یواتلوس به خاطر مبلغی که به او بدهکار است شکایت کند.

## شرح پارادوکس
پروتاگوراس استدلال کرد که اگر در این دادگاه پیروز شود، پولش به او پرداخت خواهد شد و اگر یواتلوس برندهٔ دادگاه شود، باز هم پول پروتاگوراس همچنان طبق قرارداد اصلی بین آن‌ها پرداخت خواهد شد؛ زیرا یواتلوس در اولین دادگاه خود برنده می‌شد. پس پول پروتاگوراس در هر صورت پرداخت خواهد شد. با این حال، یواتلوس استدلال کرد که اگر برنده شود، با تصمیم دادگاه مجبور به پرداخت پول پروتاگوراس نخواهد بود و اگر پروتاگوراس برنده شود، چون در اولین دادگاه خود برنده نشده‌است، پس موظف به پرداخت نخواهد بود. در نتیجه، یواتلوس در هر صورت لازم نیست که پولی به پروتاگوراس پرداخت کند! اکنون سؤال این است که حق با کدام یک از این دو نفر است؟

## تاریخچه
داستان به نویسندهٔ لاتین آولوس گلیوس در شب‌های اتاق زیر شیروانی مربوط می‌شود.